# Hermite-eilanden

Wollaston- en Hermite-eilanden

De Hermite-eilanden zijn de eilanden Hermite, Herschel, Deceit en Hornos, evenals de kleinere eilandjes Maxwell, Jerdán, Arrecife, Chanticleer, Hall en Hasse op bijna het zuidelijkste gedeelte van Zuid-Amerika. Het kleinste en meest zuidelijke van de grote eilanden is het eiland Hornos, waarvan het meest zuidelijke punt Kaap Hoorn genoemd wordt. De eilanden liggen ten zuiden van de Wollaston-eilanden en worden van hen gescheiden door het Franklin-kanaal. De eilandjes Terhalten, Sesambre, Evout en Barnevelt liggen oostelijk en worden niet beschouwd als onderdeel van de Hermite-eilanden.
De meest zuidelijke eilanden van het Amerikaanse continent zijn de Diego Ramírez-eilanden, ten zuidwesten van Kaap Hoorn. Ten zuiden van al deze eilanden ligt de Drake Passage.
De zuidelijke punt van het eiland Deceit strekt zich zuidoostwaarts uit door een reeks scherpgerande rotsen die bekend staan als Los dientes o garras de Deceit (de tanden of klauwen van bedrog) en die eindigen in een rotsachtig eilandje, Islote Deceit. De eilanden maken deel uit van het Nationaal park Cabo de Hornos.

## Geschiedenis
De eilanden zijn vernoemd naar de Nederlandse admiraal Jacques l'Hermite (1582-1624). Ze werden rond de jaarwisseling van 1832/1833 bezocht door Charles Darwin. In 1979 deed de Argentijnse militaire junta, bekend als het Nationale Reorganisatieproces, een strategische schijnaanval richting de eilanden, genaamd Operatie Soberania, in een poging Chili te dwingen opnieuw te onderhandelen over de grens met Argentinië.

## Galerij

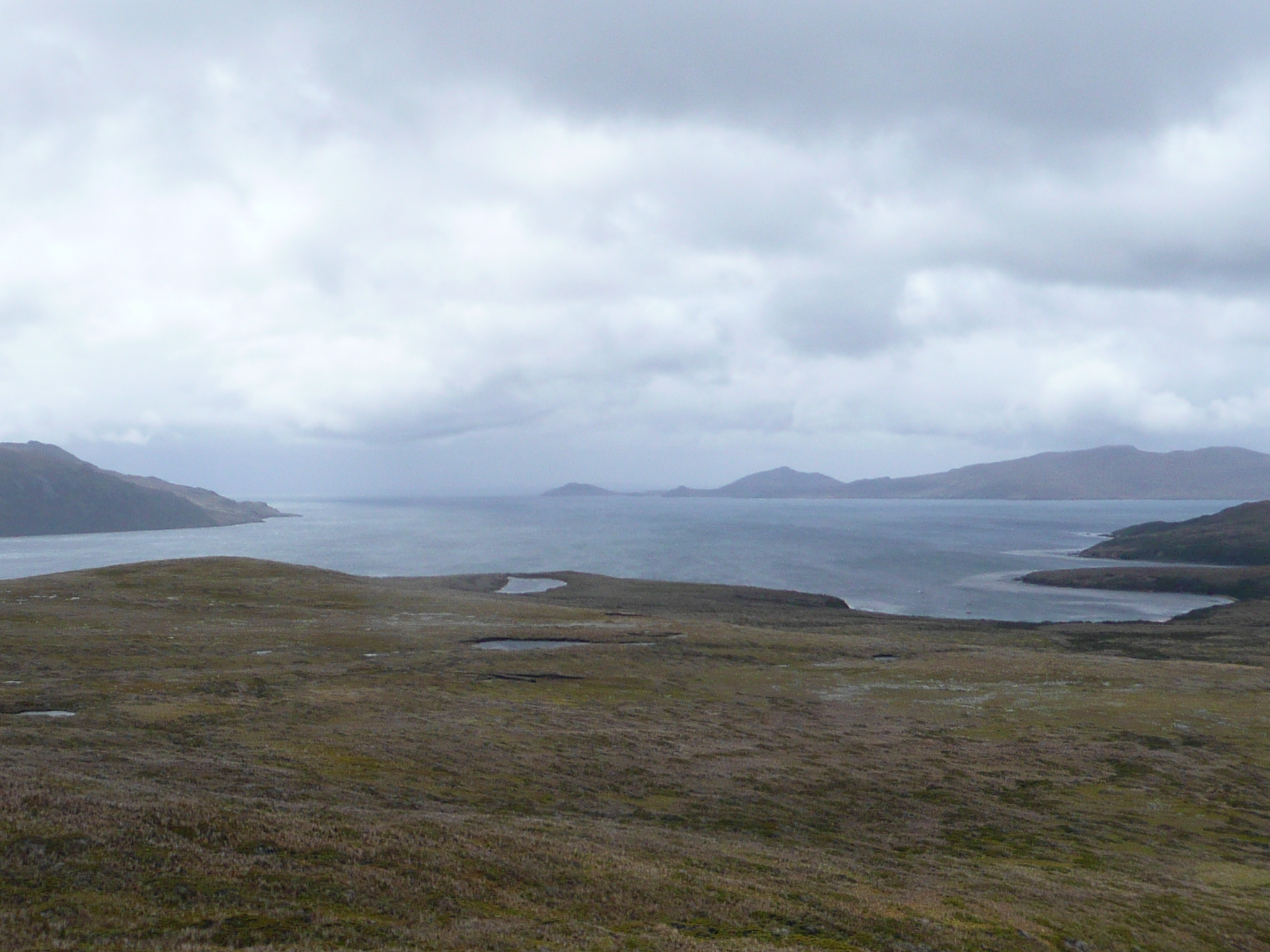
Landschap op de Hermite-eilanden
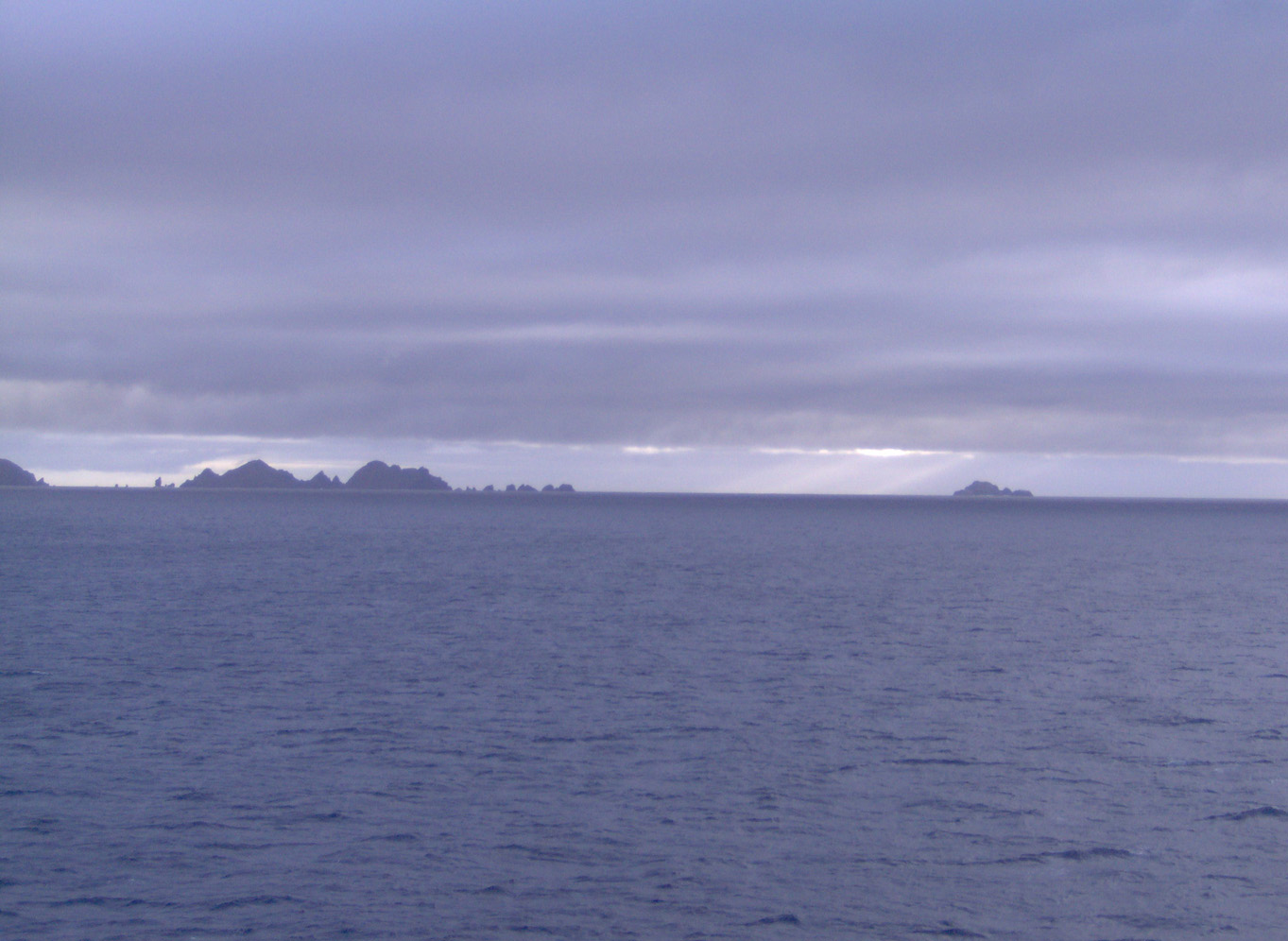
Tanden van bedrog
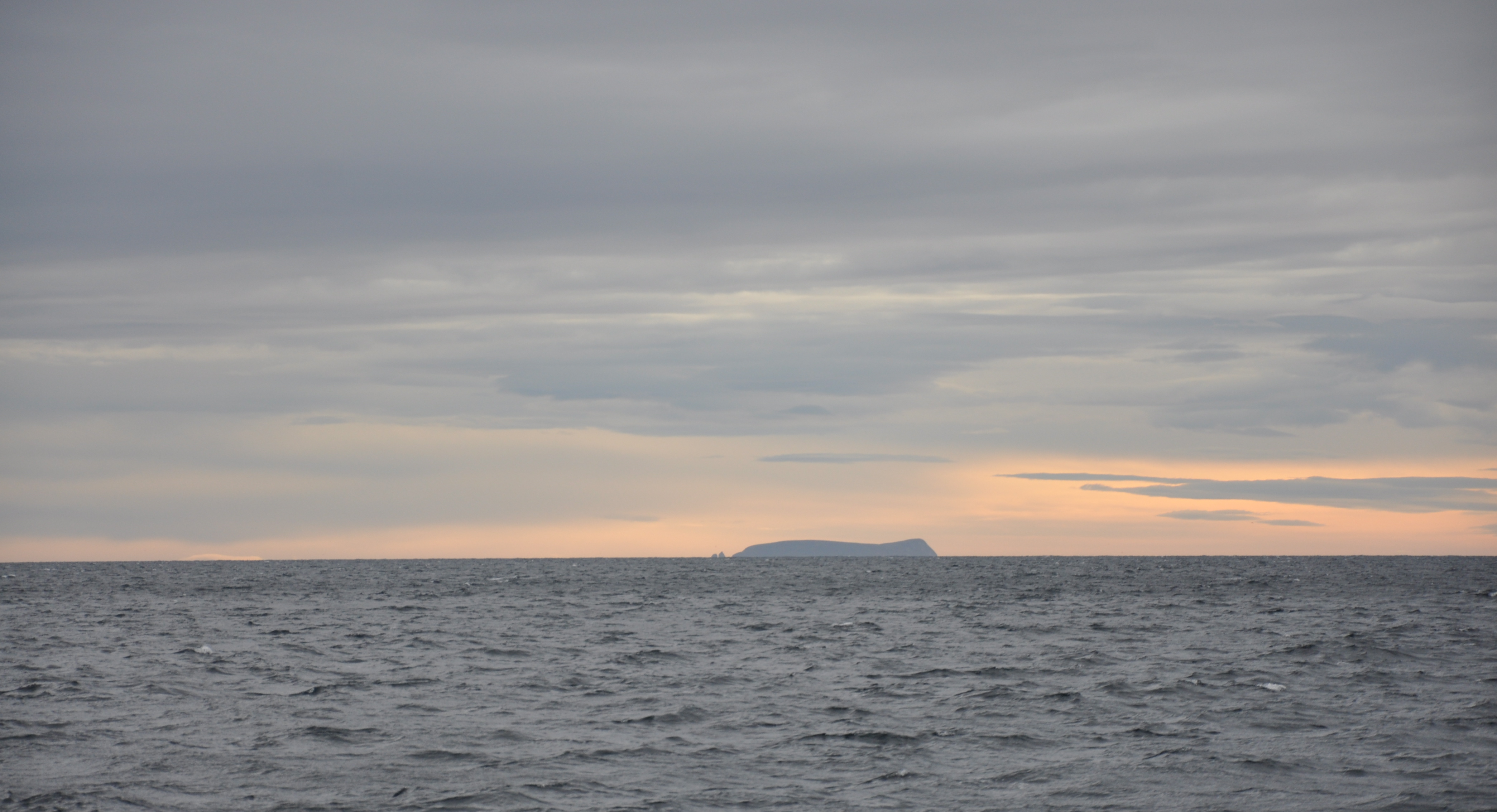
Barnevelt-eiland
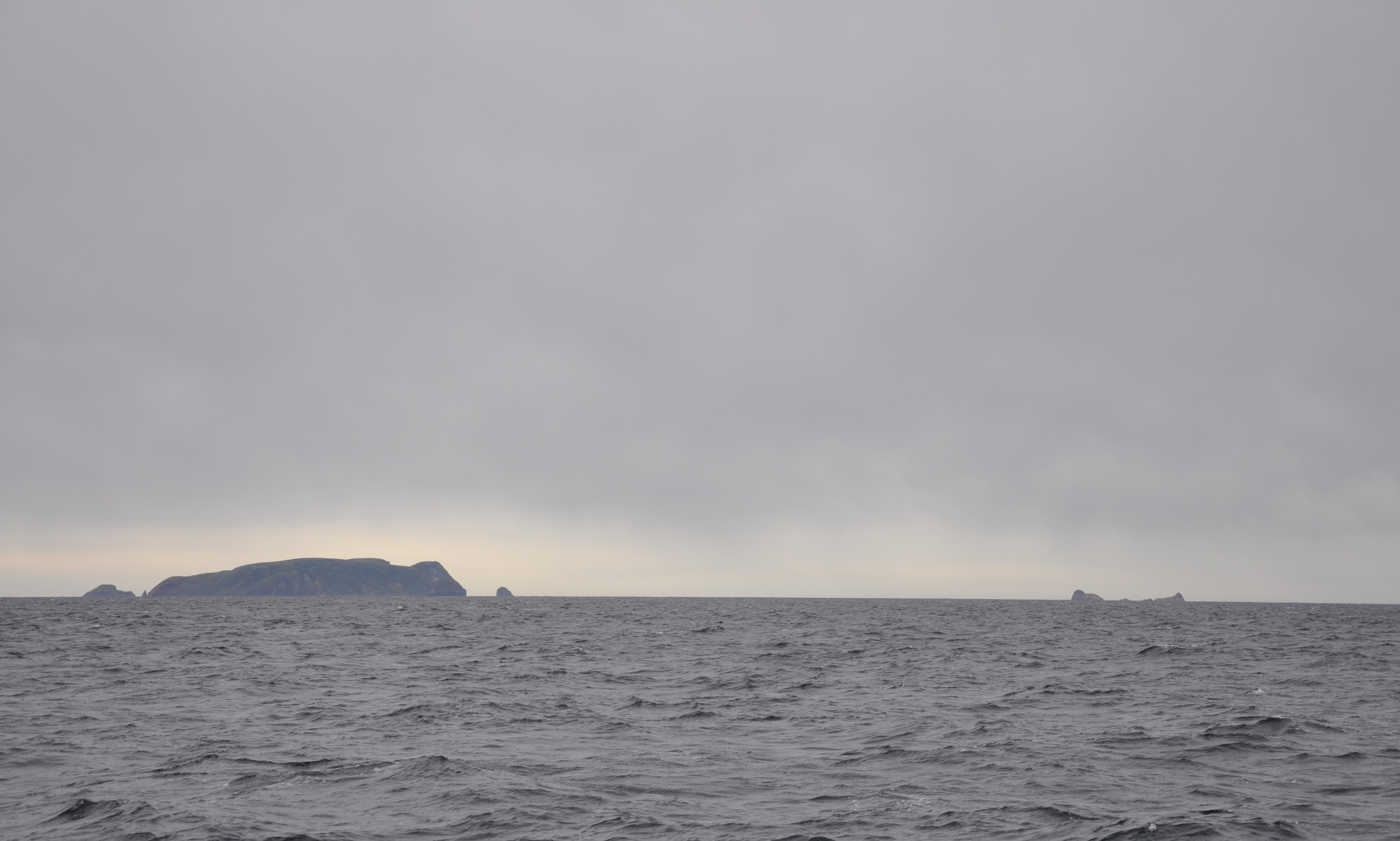
Evout-eiland